# In the Dark with You
| Recensione              | Giudizio |
| ----------------------- | -------- |
| AllMusic                |          |
| Dizionario del Pop-Rock |          |

In the Dark with You è un album in studio del cantautore statunitense Greg Brown, pubblicato nel giugno del 1985 dalla casa discografica Red House Records.

## Tracce

### LP
Lato A
Testi e musiche di Greg Brown.
1. Who Woulda Thunk It – 4:25
2. In the Dark with You – 3:33
3. Help Me Make It Through This Funky Day – 4:00
4. I Slept All Night by My Lover – 3:13
5. Where Do the Wild Geese Go – 2:54

Lato B
Testi e musiche di Greg Brown.
1. Good Morning Coffee – 2:50
2. All the Money's Gone – 4:52
3. Letters from Europe – 4:18
4. Just a Bum – 4:03
5. Who Do You Think You're Fooling – 5:31

### CD
Edizione CD del 1992, pubblicato dalla Red House Records (RHR CD08)
Testi e musiche di Greg Brown.
1. Who Woulda Thunk It – 4:25
2. In the Dark with You – 3:33
3. Help Me Make It Through This Funky Day – 4:00
4. I Slept All Night by My Lover – 3:13
5. Where Do the Wild Geese Go – 2:54
6. Good Morning Coffee – 2:50
7. All the Money's Gone – 4:52
8. Letters from Europe – 4:18
9. Just a Bum – 4:03
10. Who Do You Think You're Fooling – 5:31
11. People with Bad Luck – 4:04 – Traccia bonus
12. In the Water – 4:24 – Traccia bonus

## Musicisti
- Greg Brown – chitarra, voce
- Prudence Johnson – voce
- Dave Moore – armonica, flauto di pan, fisarmonica a bottoni
- Randy Sabien – mandolino, violino
- John Angus Foster – basso
- Felix James – congas

Note aggiuntive
- Bob Feldman e Greg Brown – produttore
- Tom Tucker – ingegnere delle registrazioni, mixaggio
- Mike Lynch – copertina frontale album (dipinto a olio)
- John Hanson/MCMG – design copertina album
- "Dedicato a Sarah" [3]